# Svatoňovice
Svatoňovice település Csehországban, a Opavai járásban. Svatoňovice Budišov nad Budišovkou, Vítkov, Čermná ve Slezsku, Kružberk és Staré Těchanovice településekkel határos. Lakosainak száma 257 fő (2024. január 1.).

## Népesség
A település lakosságának változását az alábbi diagram mutatja:
| Lakosok száma | 606  | 592  | 561  | 273  | 323  | 286  | 267  | 250  | 251  | 257  |
|               | 1869 | 1900 | 1921 | 1961 | 1980 | 2011 | 2016 | 2019 | 2021 | 2024 |